# Ismeretlen eredetű meddőség
Ismeretlen eredetű meddőség abban az értelemben ismeretlen eredetű, hogy az elvégzett vizsgálatok után – beleértve a férfinél a teljes ondóvizsgálatot, a nőnél pedig az ovuláció és a petevezetők vizsgálatát is – a meddőség oka ismeretlen marad.

## Lehetséges okok
Az ismeretlen eredetű meddőség esetében is fennáll valamely rendellenesség, csak az a jelen pillanatban használt metódusokkal nem felismerhető. Lehet, hogy a petesejt nem a megtermékenyítés szempontjából optimális időben szabadul ki a petefészekből (lásd: LUF szindróma), vagy nem lép be a petevezetékbe, a spermiumok nem érik el a petét, esetleg a megtermékenyülés nem sikeres, a zigóta transzportációjánál akadnak gondok, vagy a beágyazódás nem történik meg.  Egyre inkább ismert az a tény, hogy a peték minősége kritikus fontosságú, így az idősebb korú nők esetében a rosszabb minőség miatt csökken a sikeres megtermékenyítések aránya. A folsav anyagcserében szerepet játszó gének (MTHFR-gén) polimorfizmusa is oka lehet teherbe esés szövődményeinek. A rendellenes immunműködés - mint például az anya kóros immunválasza az embrióra -  is egy a lehetséges magyarázatok közül.
Egy magyar tanulmány szerint az ismeretlen eredetű meddőségek legfőbb oka a petefészek elégtelen működése, mely egyszerű gyógyszeres kezeléssel megszüntethető.

## Előfordulás
Magyarországon a meddő párok 20%-a szenved ismeretlen eredetű meddőségben.

## Kezelés
Az ismeretlen eredetű meddőség leghatékonyabbnak tűnő kezelése clomiphene citrate segítségével, három menstruációs ciklus alatti intrauterin inszeminációval (IUI) történik. Ha ez nem vezet eredményre, hat ciklus alatt in vitro fertilizációt (IVF) hajtanak végre.
A clomiphene citrate kezelésnek az a célja, hogy ovuláció indukciót, vagy ovuláció hiperstimulációt érjenek el. Ennek azonban sokszor az az eredménye, hogy ikerterhesség jöhet létre, mely esetben a kockázatok és megbetegedések esélye növekszik. Sokszor humán koriális gonadotropint (hCG) is kapcsolódik a kezeléshez az ovuláció beindítására, majd a beadást követő két napon belül végzik el az intrauterin inszeminációt.

## Fordítás
Ez a szócikk részben vagy egészben  az   Unexplained_infertility című angol Wikipédia-szócikk ezen változatának fordításán alapul.  Az eredeti cikk szerkesztőit annak laptörténete sorolja fel. Ez a jelzés csupán a megfogalmazás eredetét és a szerzői jogokat jelzi, nem szolgál a cikkben szereplő információk forrásmegjelöléseként.

## Külső hivatkozások
- Ismeretlen eredetű meddőség kutatások
- Gyerebaba blog
- Meddoseg.lap.hu